# 주앙 데를리
주앙 데를리 지 올리베이라 누니스 주니오르(브라질 포르투갈어: João Derly de Oliveira Nunes Júnior, 1981년 7월 2일~)는 브라질의 전직 유도 선수이다. 2008년 하계 올림픽에 참가했고 세계 선수권 대회에서 금메달 2개를 획득했다.